# Symmerus pectinatus
Symmerus pectinatus är en tvåvingeart som beskrevs av Saigusa 1966. Symmerus pectinatus ingår i släktet Symmerus och familjen hårvingsmyggor.
Artens utbredningsområde är Taiwan. Inga underarter finns listade i Catalogue of Life.